# Gregory M. Guillot

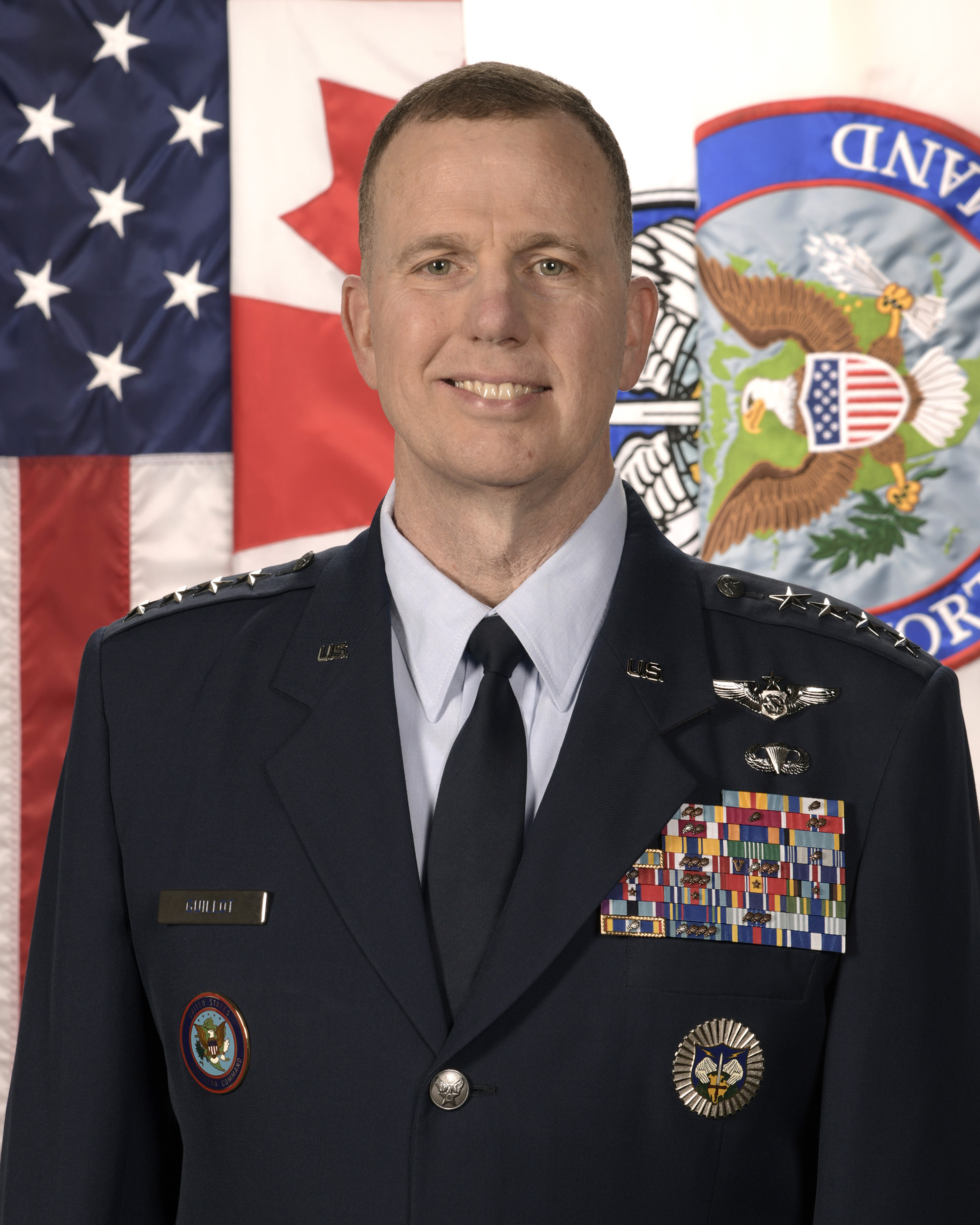
Gregory Michael Guillot (2024)

Gregory Michael Guillot ist ein US-amerikanischer General der United States Air Force und seit 2024 Kommandeur des United States Northern Command und in Personalunion des North American Aerospace Defense Command, welches die Luftverteidigung über den Vereinigten Staaten und Kanada sicherstellt.

## Leben
Gregory M. Guillot erwarb 1989 einen Bachelor of Science an der United States Air Force Academy in Colorado Springs (gemeinsam mit dem General der United States Space Force Stephen Whiting) und begann im Juli 1989 die Ausbildung zum Jetpiloten auf der Williams Air Force Base in Phoenix, Arizona, die er im Juli 1990 abschloss. Während seiner Laufbahn wurde er vor allem auf Aufklärungsflugzeugen eingesetzt, unter anderem auf den Mustern Boeing E-3 (AWACS) und Boeing RC-135, welches vor allem für strategische elektronische Aufklärung (ELINT) und Fernmeldeaufklärung (COMINT) eingesetzt wird. Nach mehreren Verwendungen, unter anderem auch als Ausbilder, und einem Auslandsaufenthalt von August 2000 bis Juli 2001 in Südkorea wurde er im Juli 2003 Director of Operations der 966th Airborne Air Control Squadron auf der Tinker Air Force Base in Oklahoma und übernahm im August 2004 am gleichen Standort die 965th Airborne Air Control Squadron als Staffelkapitän.
Von 2006 bis 2008 wurde er im Pentagon eingesetzt und absolvierte anschließend einen Kurs am National War College, bevor er im United States Central Command die Command and Control Division übernahm und nach Florida auf die MacDill Air Force Base versetzt wurde. 2008 wurde er außerdem zum Colonel ernannt. Es folgte eine erneute Verwendung als Disziplinarvorgesetzter und Kommandeur der 380th Expeditionary Operations Group auf der Al Dhafra Air Base nahe Abu Dhabi in den Vereinigten Arabischen Emiraten. Von Juni 2011 bis Juni 2012 war er stellvertretender Director of Operations im Hauptquartier des Air Combat Command auf der Langley Air Force Base in Virginia und übernahm im Anschluss zwei weitere Truppenkommandos, bis Juni 2013 als Kommandeur des 552th Air Control Wing wiederum auf der Tinker AFB und danach von Juni 2013 bis Juni 2015 als Kommandeur des 55th Wing auf der Offutt Air Force Base in Nebraska. Während dieser Zeit erfolgte am 14. August 2014 die Ernennung zum Brigadier General.
Von 2014 an war Guillot für ca. vier Jahre auf der Joint Base Pearl Harbor-Hickam auf Hawaii stationiert, zunächst als Director of Strategic Plans, Requirements, and Programs und danach als Chief of Staff der Pacific Air Forces. Im April 2018 wurde er stellvertretender Kommandeur der dem United States Central Command unterstellten Luftstreitkräfte, im August 2018 Major General und im Mai 2019 Director of Operations, im United States Northern Command auf der Peterson Space Force Base in Colorado. Im Juli 2020 wurde Guillot zum Lieutenant General ernannt und kurzzeitig Kommandeur der dem United States Central Command unterstellten Luftstreitkräfte (Commander, U.S. Air Forces Central Command, Combined Force Air Component Commander), übergab dieses Kommando allerdings bereits im August und übernahm den Befehl über die 9th Air Force. Von August 2022 bis Februar 2024 war er schließlich stellvertretender Kommandeur des United States Central Command und übernahm im Februar 2024 das Kommando über das United States Northern Command und in Personalunion des North American Aerospace Defense Command. Am 4. Februar 2024 wurde er zum General ernannt. Seine Anhörung im Senat der Vereinigten Staaten fand zusammen mit der seines Lehrgangskameraden Whiting statt, der im Januar 2024 Kommandeur des United States Space Command wurde.

## Auszeichnungen (Auswahl)
Auswahl der Dekorationen, sortiert in Anlehnung der Order of Precedence of Military Awards:
- Defense Distinguished Service Medal
- Air Force Distinguished Service Medal (2 x)
- Defense Superior Service Medal (3 x)
- Legion of Merit (2 x)
- Bronze Star (3 x)